# 5723 (année hébraïque)
5723 (hébreu : ה'תשכ"ג , abbr. : תשכ"ג) est une année hébraïque qui a commencé à la veille au soir du 29 septembre 1962 et s'est finie le 18 septembre 1963. Cette année a compté 355 jours. Ce fut une année simple dans le cycle métonique, avec un seul mois de Adar. Ce fut la quatrième année depuis la dernière année de chemitta.
En l'an 5723, l'État d'Israël a fêté ses 15 ans d'indépendance.

## Calendrier
Ce calendrier hébraïque de l'année 5723 donne les correspondances avec les dates du calendrier grégorien.
Le premier nombre dans chaque case correspond au jour du mois hébraïque. Les jours en couleurs sont des jours remarquables juifs ou israéliens.
| ◄◄ | 5723 | ►► |

## Événements
- Crise des missiles de Cuba

## Naissances
- Eli Yishaï
- Gilad Atzmon

## Décès
- Yitzhak Ben-Zvi
- Jules Isaac

5718 - 5719 - 5720 - 5721 - 5722 - 5723 - 5724 - 5725 - 5726 - 5727 - 5728